# Charrey-sur-Saône
Charrey-sur-Saône è un comune francese di 333 abitanti situato nel dipartimento della Côte-d'Or nella regione della Borgogna-Franca Contea.

## Società

### Evoluzione demografica
Abitanti censiti